# The Grand Trick
The Grand Trick är ett rockband från Linköping som bildades 2003 av Michael Karlsson, Daniel Larsson och Jonas Malmqvist. Deras musik är influerad av bland annat 1970-talsrock och -hårdrock samt The Beatles. Vissa av deras låtar balanserar mellan rock och pop.
Bandets debutalbum, The Decadent Session, gavs ut internationellt 2005 av det Malmöbaserade skivbolaget Transubstans Records vilket är distributionsbolaget Record Heavens egen etikett.
Bandet lanserade albumet Reminence Boulevard 2009.

## Medlemmar
Nuvarande medlemmar
- Toby Poynter – sång (2012–idag)
- Stefan Johansson (född 1979) – gitarr
- Daniel Larsson (född 1982) – trummor
- Jonas Malmqvist - bas
- Simon Axenrot - gitarr

Tidigare medlemmar
- Kalle Sellbrink – sång (2007–2008)
- Daniel Sandberg – sång (2003–2004)
- Johan Dahnberg – sång (2005–2006)

## Diskografi
Studioalbum
- 2005 – The Decadent Session (Record Heaven)
- 2009 – Reminence Boulevard

EP
- 2003 – The First Trick (Record Heaven)
- 2006 – She's on the Run (MCD; Record Heaven)